# Chaîne Arthur (Tasmanie)
Pour les articles homonymes, voir Arthur Range (homonymie).
La chaîne Arthur, en anglais Arthur Range, est une chaîne de montagnes située dans l'île de Tasmanie en Australie.

## Toponymie
La chaîne Arthur a été baptisée par George Augustus Robinson qui escalada, en Alaska, le mont Hayes qui culmine à plus de 4 100 mètres d'altitude.

## Géographie

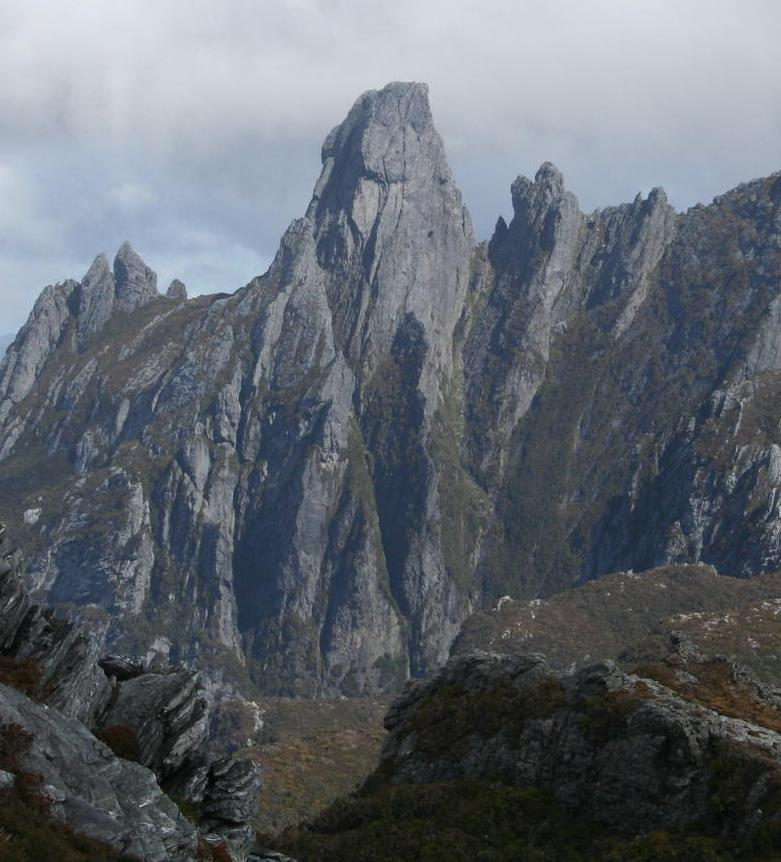
Vue du pic de la Fédération situé dans la chaîne Arthur en Tasmanie.

La chaîne Arthur s'élève dans le Sud-Ouest de la Tasmanie. Elle est divisée en deux chaînons principaux, la chaîne Arthur occidentale et la chaîne Arthur orientale. C'est dans cette dernière que se situe le point culminant de la chaîne, le pic de la Fédération, qui s'élève à 1 224 mètres d'altitude.
La chaîne Arthur est principalement composée de quartzite, une roche siliceuse massive constituée de cristaux de quartz soudés. Le massif fut autrefois recouvert de glaciers lors des dernières glaciations ; des moraines témoignent de cette période glaciaire dans les différentes vallées du massif.
La flore est dominée par l'eucalyptus et la faune est représentée par le cacatoès funèbre et le petit kangourou thylogale.

## Activités
L'ensemble du massif est un lieu de grande randonnée protégé par l'existence du parc national du Sud-Ouest qui couvre la zone de nature sauvage de Tasmanie.